# Torre Monumental
A Torre Monumental egy óratorony Buenos Airesben.

## Története
A torony felépítését a Buenos Aires-i brit közösség határozta el, ajándékul szánva azt az argentinok számára a májusi forradalom századik évfordulója alkalmából. Tervezésére pályázatot írtak ki, amelyet a londoni Királyi Művészeti Akadémia elnökének fia, Ambrose Poynter nyert meg. Az épület alapkövét 1910 májusában tették le, de a Hopkins&Gardom Ltd. Material cég kivitelezésében zajló építkezés csak novemberben kezdődött el, és az első világháború miatt csak 1916-ra fejeződött be. A felavatásra 1916. május 24-én került sor. Száz évvel később a városi múzeum emléktáblákat helyezett el az évforduló alkalmából.
A tornyot sokáig Torre de los Ingleses („az angolok tornya”) néven nevezték, ám amikor 1982-ben a Falkland-szigeteki háború miatt elmérgesedett az argentin–angol viszony, átnevezték Torre Monumentalra.

## Leírás
A 60 méter magas, négyzet alaprajzú torony Buenos Aires tengerpartjához közel, a Retiro városrészben található Plazoleta Fuerza Aérea Argentina („az argentin légierő tere”) nevű téren áll. Stílusa neoreneszánsz, külsejét világosszürke faragott kövekkel és vörös téglákkal borították. Alapzatának négy oldalára egy-egy lépcső vezet fel. Hatodik szintjén, 40 méter magasságban egy kilátót alakítottak ki, ahonnan többek között a közeli kikötő és a vasútállomás is látszik. A hetedik szinten található az óra, a Big Ben kicsinyített mása, amelyet 1914-ben készített a Gillett & Johnston cég. Négy óralapja van, amelyek átmérője 4,4 méter, ingája több mint 4 méteres, tömege 100 kg. Az óra fölött egy balusztrádos korlátú erkély helyezkedik el, a nyolcszögletű alapokon nyugvó kupolát pedig rézlemezek fedik. Csúcsán szélkakas található. A toronyban öt bronzharangot helyeztek el, közülük a legnagyobb 7 tonnás, a negyedóránként megszólaló harangjáték pedig 3 tonnás. A bejárat fölött körben végighúzódó frízen sok kis dombormű látható, amelyek Napokat és brit jelképeket ábrázolnak: megtalálható köztük a bogáncsvirág (Skócia jelképe), a Tudor-ház rózsája, a Walesre utaló sárkány és az ír lóhere is. Ezek fölött Nagy-Britannia és Argentína címere helyezkedik el.

## Képek

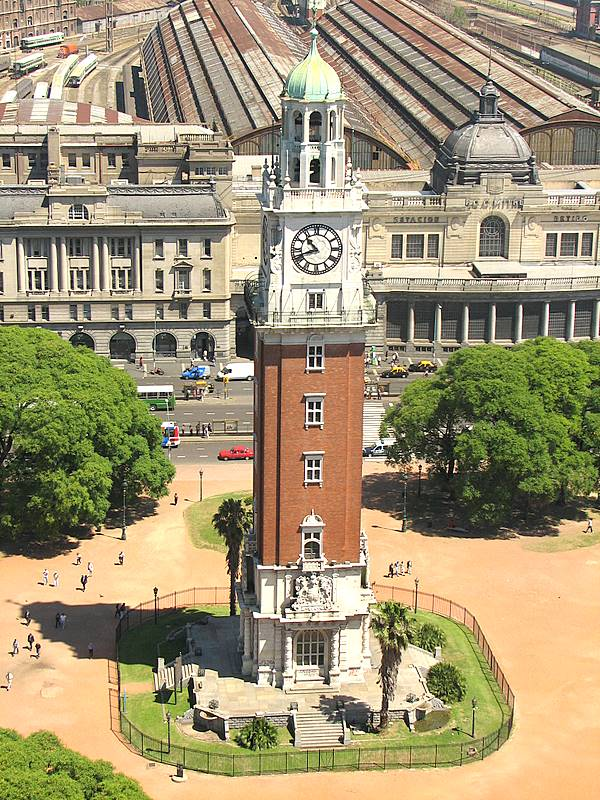
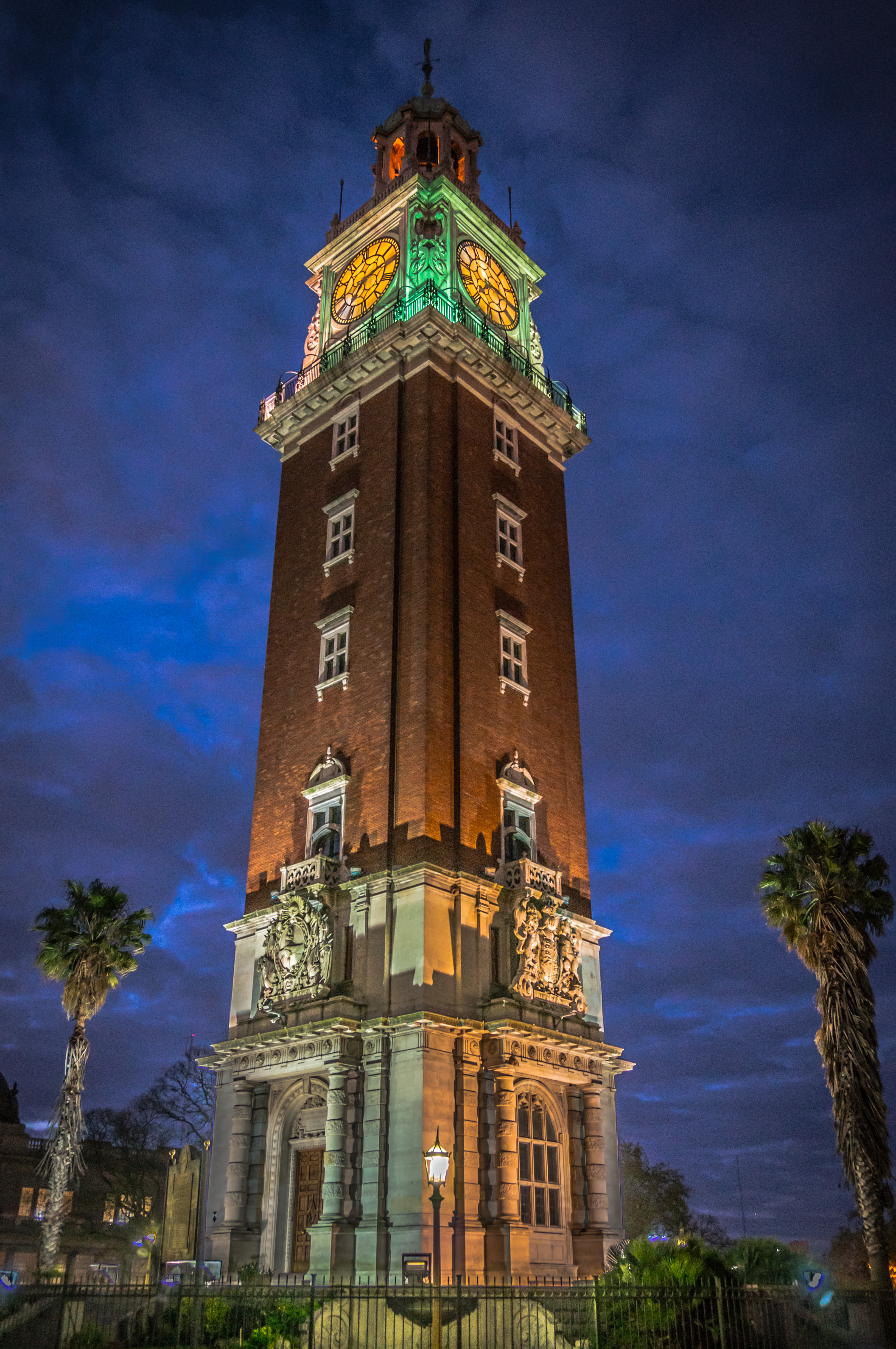
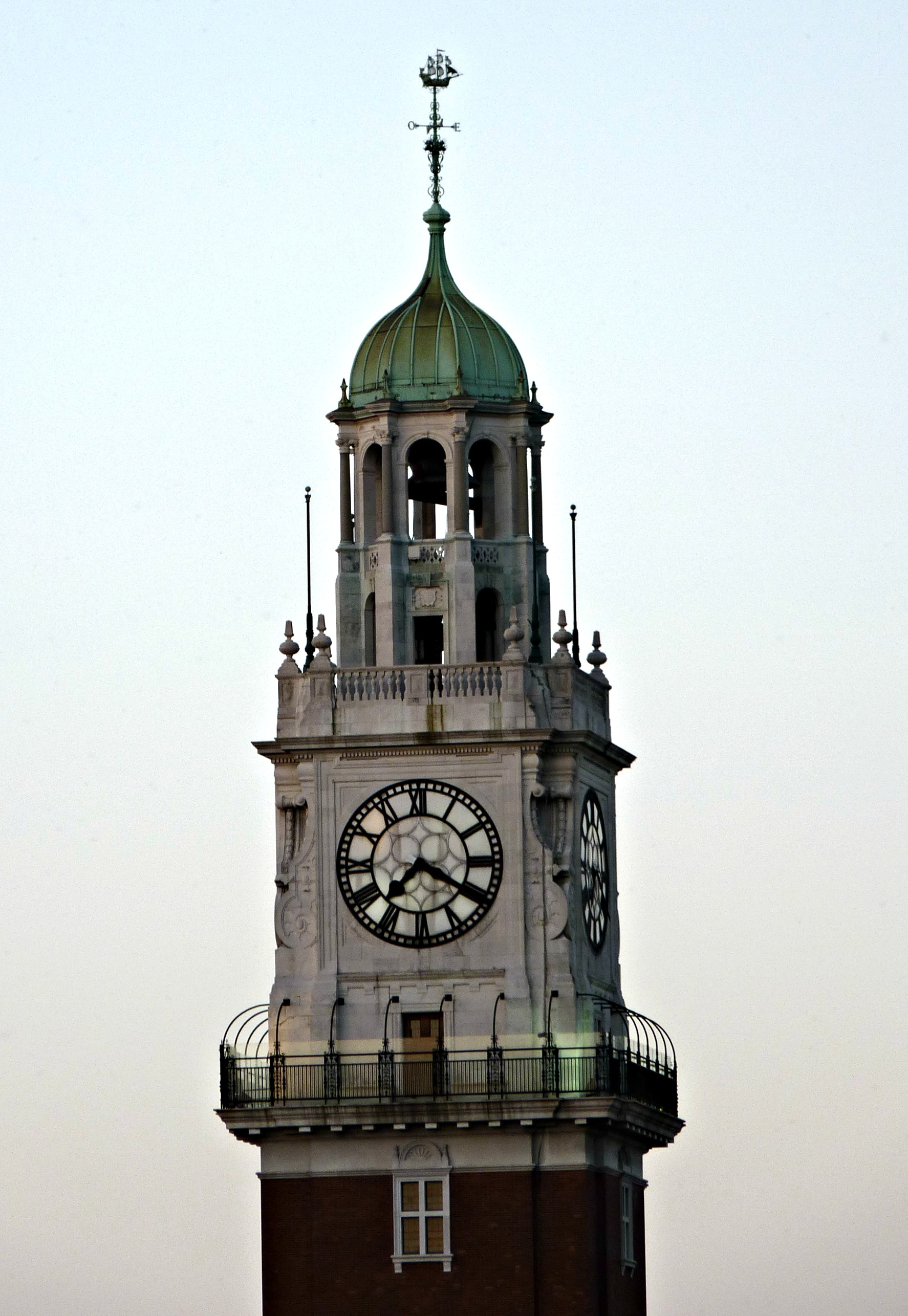
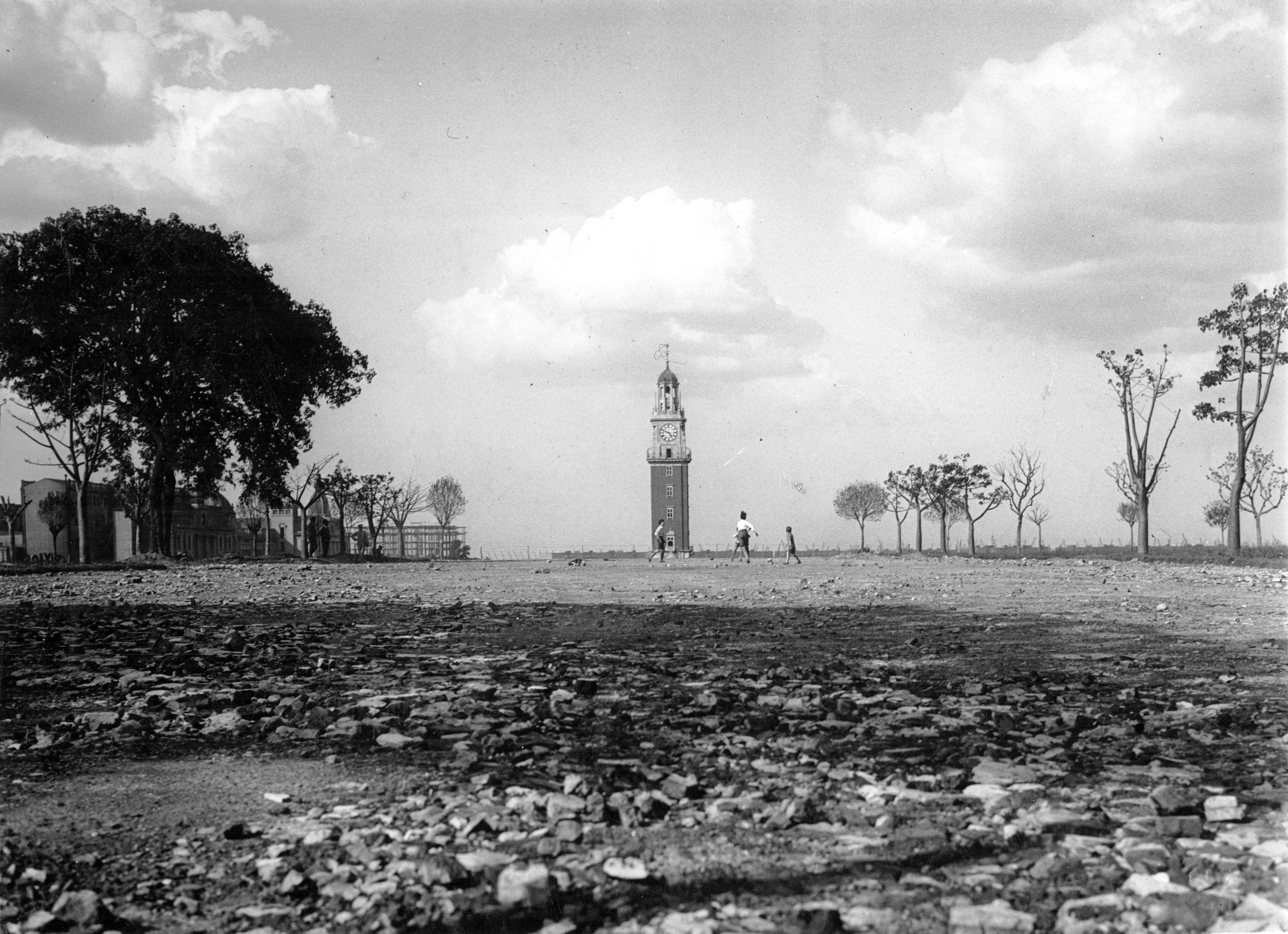
1932-ben